# ADA AB
ADA AB (ursprungligen Apotekarnes Droghandel AB) är ett tidigare grossistföretag inom läkemedelssektorn. ADA etablerades 1921 som grossist för läkemedel, droger och salter till apoteken. I samband med den nya lagstiftningen vilken skapade monopol på apoteksverksamhet i Sverige, förvärvades ADA 1970 av det då nybildade statliga Apoteksbolaget AB.
ADA såldes 1995 till finländska Tamro Abp, sedan dess ingår verksamheten i det svenska dotterbolaget Tamro AB, Göteborg.